# Port lotniczy Heringsdorf
Port lotniczy Heringsdorf (niem. Flughafen Heringsdorf, ang. Heringsdorf Airport, kod IATA HDF, kod ICAO EDAH) – regionalne lotnisko ulokowane w miejscowościach Zirchow i Garz na wyspie Uznam, w Niemczech; ok. 12 km na południe od Heringsdorfu, ok. 10,5 km od centrum Świnoujścia. Ze względu na niewielką odległość od Świnoujścia proponowano rozszerzenie nazwy za dopłatą o polskie miasto, a list intencyjny podpisano w 2011. Do zmiany ostatecznie nie doszło.
W 2011 port lotniczy obsłużył 33 291 pasażerów.
Posiada utwardzoną (asfaltobeton, PCN 38 F/A/X/T) drogę startową na kierunku 28/10 o długości 2305 m i szerokości 35 m.

## Linie lotnicze i kierunki lotów
| Linia lotnicza    | Kierunek                                           |
| ----------------- | -------------------------------------------------- |
| Lufthansa         | Sezonowo: 1. Frankfurt                             |
| Luxair            | Sezonowo: 1. Luksemburg                            |
| Rhein-Necktar Air | Sezonowo: 1. Mannheim Sezonowe czartery: 1. Kassel |

## Komunikacja naziemna
Z głębi Niemiec do lotniska prowadzi droga krajowa nr 110. Z lotniska odjeżdża linia autobusowa 286, która jedzie do Bansin przez Ahlbeck, gdzie istnieje możliwość przesiadki np. w kierunku Świnoujścia na linię 290. Planowane jest także połączenie kolejowe w sieci kolei UBB portu lotniczego ze Świnoujściem, poprzez zbudowanie odnogi prowadzącej ze Świnoujścia do portu lotniczego, w trakcie odtwarzania istniejącego w 1945 połączenia kolejowego (Berlin –) Ducherow – Świnoujście.

## Galeria

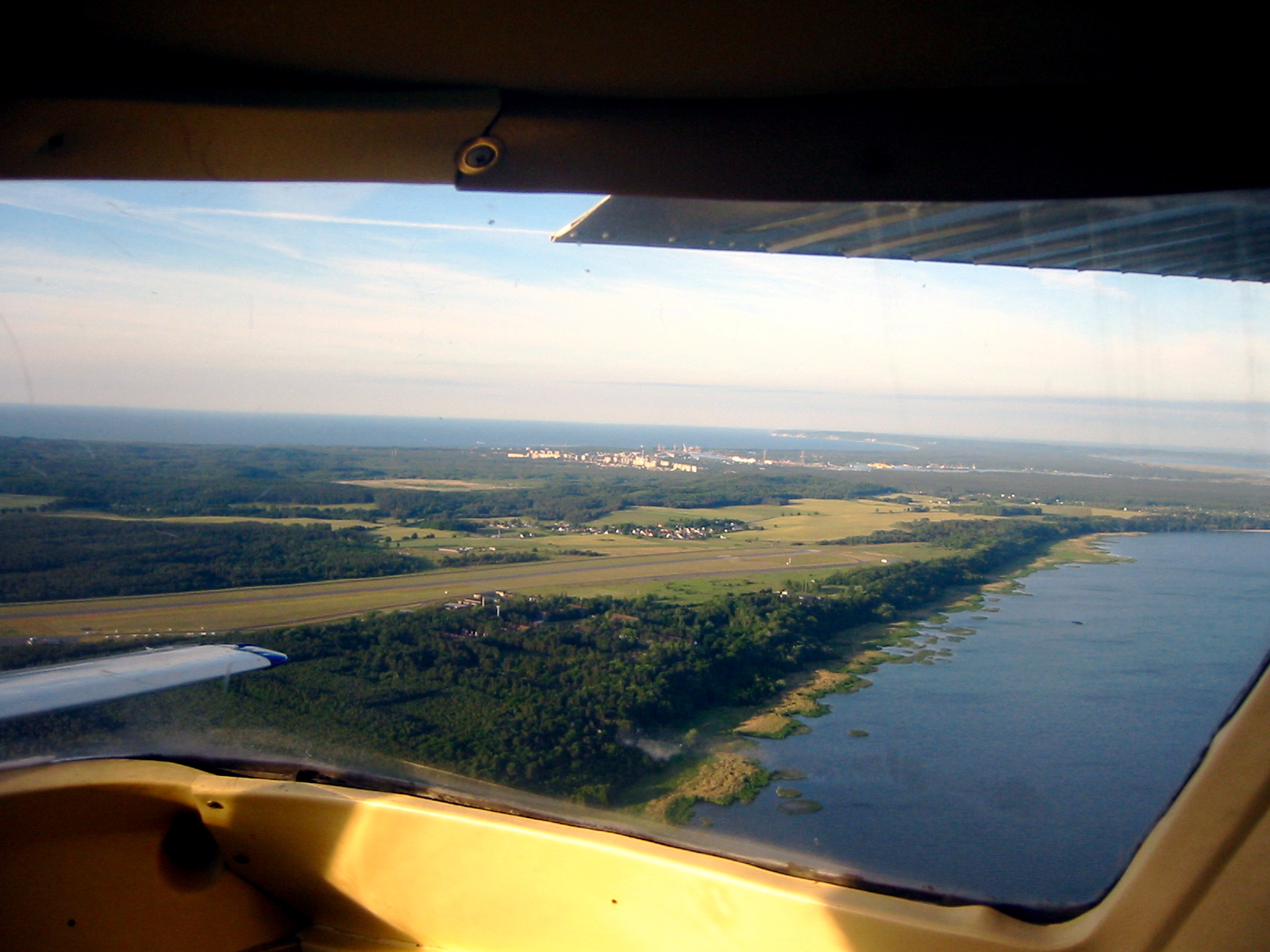
Widok z powietrza, ze Świnoujściem w tle